# Miller Genuine Draft 200 1993
Miller Genuine Draft 200 1993 var ett race som var den femte deltävlingen i PPG IndyCar World Series 1993. Racet kördes den 6 juni på Milwaukee Mile. Nigel Mansell "tryckte plattan i botten" i samband med den sista omstarten, och till skillnad från i Indianapolis 500 veckan innan kunde ingen svara. Mansell tog därmed sin första seger på en ovalbana. Raul Boesel gjorde en storartad insats för andra tävlingen i rad, men det räckte inte för att ta sin första seger. Emerson Fittipaldi följde upp sin vinst på Indy genom att bli trea. Dessa tre förare var också de som ledde mästerskapet, med Mansell i en relativt klar ledning.

## Slutresultat
| Plats | Förare             | Team                     | Grid | Kvaltid |
| ----- | ------------------ | ------------------------ | ---- | ------- |
| 1     | Nigel Mansell      | Newman/Haas Racing       | 7    | 22,442  |
| 2     | Raul Boesel        | Dick Simon Racing        | 1    | 21,719  |
| 3     | Emerson Fittipaldi | Marlboro Team Penske     | 2    | 22,352  |
| 4     | Bobby Rahal        | Rahal-Hogan Racing       | 9    | 22,797  |
| 5     | Al Unser Jr.       | Galles Racing            | 18   | 23,639  |
| 6     | Scott Brayton      | Dick Simon Racing        | 6    | 22,437  |
| 7     | Roberto Guerrero   | Budweiser King Racing    | 10   | 22,896  |
| 8     | Jimmy Vasser       | Hayhoe Racing            | 13   | 23,173  |
| 9     | Teo Fabi           | Hall/VDS Racing          | 14   | 23,256  |
| 10    | Robby Gordon       | A.J. Foyt Enterprises    | 8    | 22,445  |
| 11    | Willy T. Ribbs     | Walker Racing            | 21   | 23,859  |
| 12    | Olivier Grouillard | Indy Regencdy Racing     | 15   | 23,297  |
| 13    | Hiro Matsushita    | Walker Racing            | 24   | 23,976  |
| 14    | Ross Bentley       | Dale Coyne Racing        | 23   | 23,966  |
| 15    | Buddy Lazier       | Leader Cards Racing      | 20   | 23,854  |
| 16    | Danny Sullivan     | Galles Racing            | 17   | 23,400  |
| 17    | Robbie Buhl        | Dale Coyne Racing        | 25   | 24,292  |
| 18    | Mario Andretti     | Newman/Haas Racing       | 5    | 22,382  |
| 19    | Mike Groff         | Rahal-Hogan Racing       | 16   | 23,378  |
| 20    | Paul Tracy         | Marlboro Team Penske     | 4    | 22,379  |
| 21    | Adrián Fernández   | Galles Racing            | 12   | 23,065  |
| 22    | Arie Luyendyk      | Chip Ganassi Racing      | 22   | 23,864  |
| 23    | Scott Goodyear     | Walker Racing            | 3    | 22,369  |
| 24    | Dave Kudrave       | Euromotorsport           | 19   | 23,646  |
| 25    | Stefan Johansson   | Bettenhausen Motorsports | 11   | 22,978  |